# Georges Le Febvre
Pour les articles homonymes, voir Georges Lefebvre et Le Febvre.
Georges Le Febvre, pseudonyme de Georges Jules Jean Lefebvre, né à Berjou (Orne) le 14 octobre 1861, où il est mort le 26 février 1912, est un peintre français.

## Biographie
Fils unique de riches propriétaires terriens du Bocage, Georges Le Febvre poursuit des études au lycée Malherbe de Caen et des cours avec Xénophon Hellouin (1820-1895) à l'école municipale de dessin. Il expose une première fois en 1883 à Caen, puis part à Paris étudier dans l'atelier de Luc-Olivier Merson. Très vite il s'installe une bonne partie de l'année en Bretagne, entre Cancale et Saint-Malo. Il laisse de ces séjours diverses études claires et colorées proches de l'École bretonne[Quoi ?].
Le décès brutal de sa jeune épouse le ramène vers son village natal. Désespéré, il peint de grandes scènes mystérieuses et mélancoliques. Le soutien de son ami Georges Moteley le ramène à Paris où il fréquente l'Académie Julian et l'atelier de Jules Lefebvre ; sa carrière débute alors véritablement. Il est admis au Salon en 1896 et y présentera des paysages normands jusqu'à sa mort. Il reçoit en 1903 une médaille de troisième classe. Peintre post-impressionniste, il se rapproche parfois du style de son ami Henri Martin.
Le fonds d'atelier de l'artiste a été vendu le 1er avril 2018 à l'hôtel des ventes de Bayeux.

## Œuvres
Les musées d'Alençon, de Flers et de Caen conservent quelques œuvres de Georges Le Febvre.
- Flers, musée du château de Flers : La Chapelle Saint-Sauveur, huile sur toile.

## Pour approfondir